# Estadio José Encarnación Romero

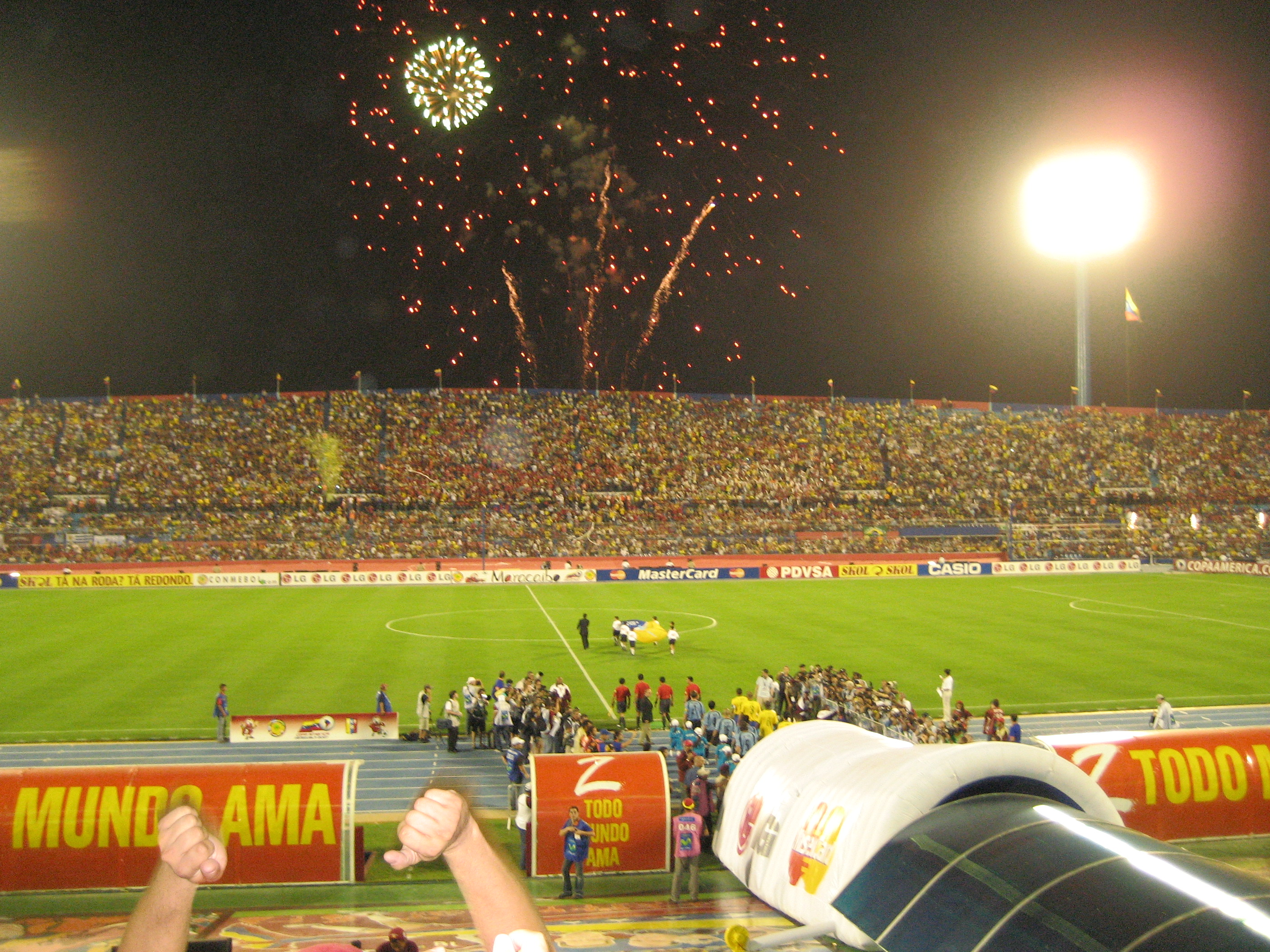
Estadio José Pachencho Romero podczas Copa América 2007

Estadio José Pachencho Romero – stadion sportowy w Maracaibo, stolicy stanu Zulia, w Wenezueli. Stadion mieści 40 800 widzów. Został wybudowany w 1971. Boisko było początkowo otoczone zarówno przez bieżnię jak i żużlowo-betonowy tor kolarski, dwie stare wieże stadionowe zostały wymienione na nowe z powodu organizowania Copa América 2007.